# Michałowice (Pruszków)
Pour les articles homonymes, voir Michałowice.
Michałowice (prononciation : [mixawɔˈvit͡sɛ]) est un village polonais de la gmina de Michałowice dans le powiat de Pruszków de la voïvodie de Mazovie dans le centre-est de la Pologne.
Le village est le siège administratif (chef-lieu) de la gmina appelée gmina de Michałowice.
Il se situe à environ 6 kilomètres à l'est de Pruszków (siège du powiat) et à 10 kilomètres au sud-ouest de Varsovie (capitale de la Pologne).
Le village compte approximativement une population de 2699 habitants en 2007.

## Histoire
De 1975 à 1998, le village appartenait administrativement à la voïvodie de Varsovie.